# 周厚健
周厚健（1957年—），山东牟平人，汉族，中华人民共和国企业家、第十二届全国人民代表大会山东地区代表。

## 生平
毕业于山东大学无线电电子学专业。加入中国共产党，曾担任海信集团有限公司党委书记、董事长。现任海信集团终身名誉董事长、E股事务会高级顾问。2008年，当选第十一届全国政协委员，代表经济界，分入第三十五组。2013年，担任全国人大代表。2018年2月24日，当选为第十三届全国人大代表。